# Zeta Piscis Austrini
Zeta Piscis Austrini (ζ Piscis Austrini, förkortat Zeta PsA, ζ PsA) som är stjärnans Bayerbeteckning, är en ensam stjärna belägen i den norra delen av stjärnbilden Södra fisken. Den har en skenbar magnitud på 6,4 och är svagt synlig för blotta ögat där ljusföroreningar ej förekommer. Baserat på parallaxmätning inom Hipparcosuppdraget på ca 7,6 mas, beräknas den befinna sig på ett avstånd på ca 430 ljusår (ca 132 parsek) från solen.

## Egenskaper
Zeta Piscis Austrini är en orange till röd jättestjärna av spektralklass K1 III. Den har en radie som är ca 9,7 gånger större än solens radie och utsänder från dess fotosfär ca 61 gånger mera energi än solen vid en effektiv temperatur av ca 4 700 K.
Zeta Piscis Austrini misstänks vara en variabel stjärna.